# Пий X
Святой Пий X (лат. Pius PP. X; в миру — Джузеппе Мелькиоре Сарто, итал. Giuseppe Melchiorre Sarto; 2 июня 1835[…], Риезе-Пио-X, Ломбардо-Венецианское королевство — 20 августа 1914[…], Апостольский дворец) — папа римский с 4 августа 1903 по 20 августа 1914. Святой Католической церкви. Канонизирован 29 мая 1954 папой Пием XII.

## Ранние годы

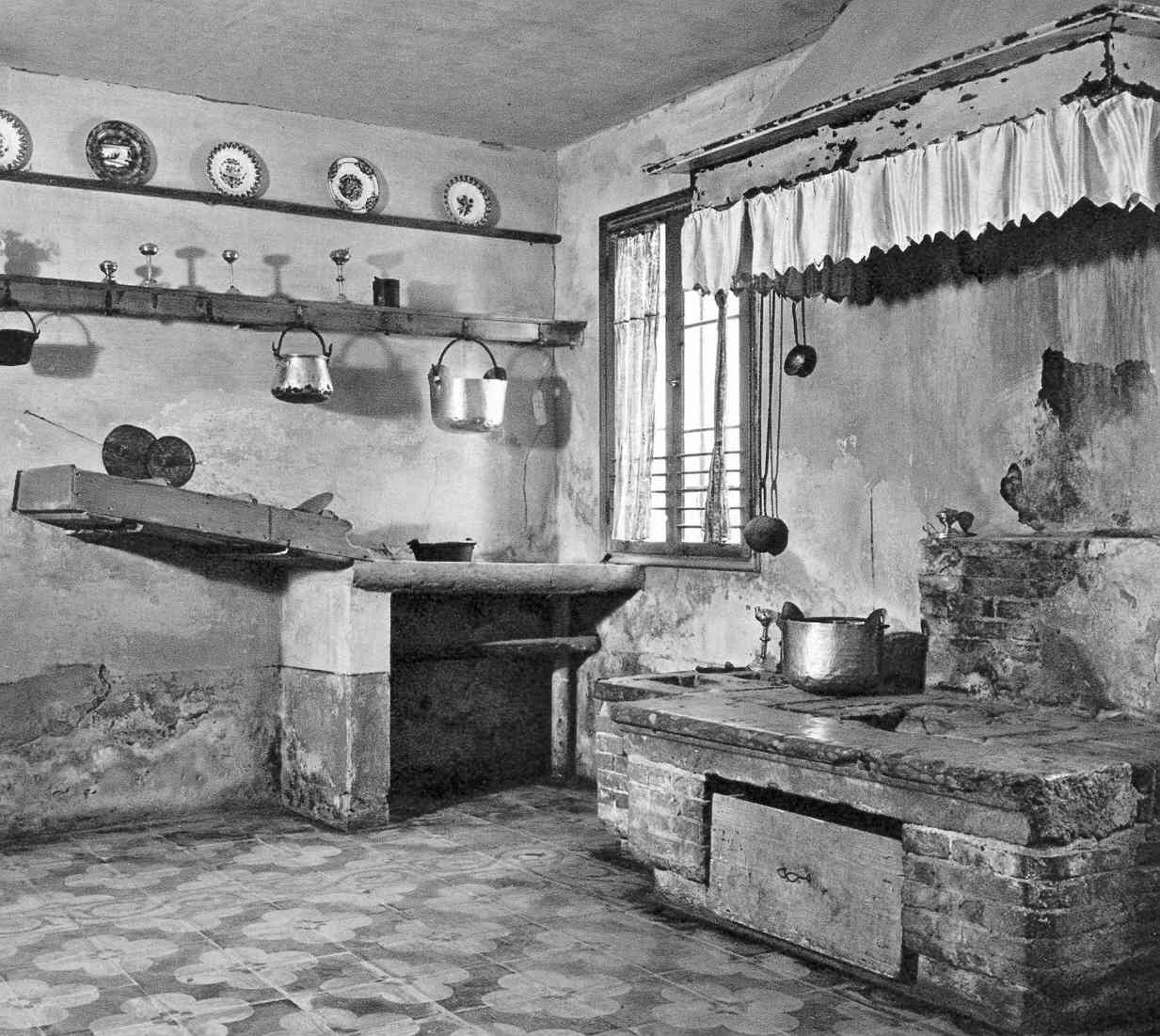
Кухня в доме, где родился Джузеппе Сарто

Джузеппе Мелькиоре Сарто родился 2 июня 1835 года в Риезе, близ Тревизо, Ломбардо-Венецианском королевстве Австрийской империи (ныне Италия, провинция Тревизо). Он был вторым из десяти детей почтальона Джованни Баттиста Сарто (1792—1852) и портнихи Маргариты Сансон (1813—1894). Был крещён 3 июня 1835 года. Детство Джузеппе было бедным: он, будучи сыном обычного деревенского почтальона, практически не мог рассчитывать на достойное образование, но его родители ценили образование детей, и Джузеппе проходил почти 4 мили каждый день в школу.
У Джузеппе было три брата и шесть сестёр: Джузеппе Сарто (1834) умер через шесть дней, Анджело Сарто (1837—1916), Тереза Паролин-Сарто (1839—1920), Роза Сарто (1841—1913), Антониа Дей Бей-Сарто (1843—1917), Мария Сарто (1846—1930), Люсия Бошин-Сарто (1848—1924), Анна Сарто (1850—1926), Пьетро Сарто (1852) умер в шесть месяцев. Он отвергал любые благосклонности для семьи: его брат стал почтальоном, как отец, его любимый племянник стал деревенским священником, три его незамужние сестры жили вместе в бедности в Риме; так же, как и другие люди того времени, Джузеппе вёл скромный образ жизни.
В молодости Джузеппе изучал латынь с деревенским священником, позже учился в гимназии в Кастельфранко.
В 1850 году он был пострижен в монахи епископом Тревизо Джованни Фариной, и получил стипендию от епархии Тревизо для обучения в семинарии Падуи, «где закончил свои классические, философские и богословские исследования с отличием».

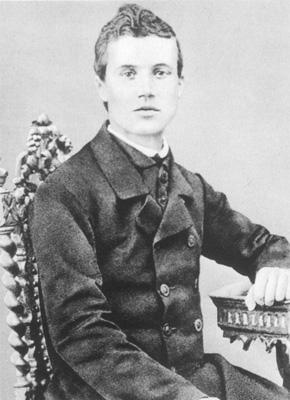
Пий X в молодости

18 сентября 1858 года Сарто был рукоположён в сан священника и стал капелланом в Томболо. Будучи капелланом, Сарто расширил свое знание богословия, изучая учение Фомы Аквинского и каноническое право, выполнял большинство функций приходского пастора, который был серьёзно болен. В 1867 году Сарто был назначен в Сальцано. Здесь он восстановил церковь и больницу на деньги, поступающие из подаяний и собственных средств. Он стал популярным среди местного населения, работая и помогая больным во время холеры, прокатившейся по северной Италии в начале 1870-х годов. Позже был назначен каноником собора и канцлером епархии Тревизо, а также ректором семинарии Тревизо и экзаменатором духовенства. Как канцлер он сделал возможным получение религиозного образования для студентов государственных школ. Как священник и позднее епископ, он боролся над решением проблемы религиозного обучения сельской и городской молодёжи, которые не имели возможности посещать католические школы.
В 1878 году умер епископ Занелли, оставив епископство Тревизо вакантными. После смерти Занелли, Сарто как канцлер епархии Тревизо, был назначен временно управляющим епархией до избрания нового викарного епископа. В 1879 году Сарто был избран на эту должность, и служил на ней с декабря 1879 года по июнь 1880 года.

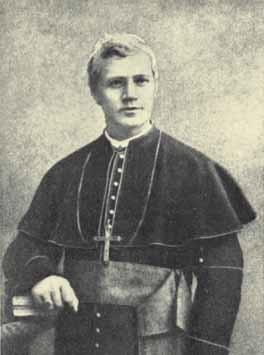
Джузеппе Сарто, епископ Мантуи, будущий патриарх Венеции и папа Пий X, (1884—1893 гг.)

После 1880 года Сарто преподавал догматическое и нравственное богословие в семинарии Тревизо. 10 ноября 1884 Папой Львом XIII был назначен епископом Мантуи и рукоположён через шесть дней в Риме в церкви святого Аполинария кардиналом Лючидо Парокки при содействии Пьетро Рота и Джованни Мария Беренго.
19 июня 1891 был назначен на почётную должность ассистента на папском престоле. Сарто просит благословения у Папы Льва XIII закончить докторантуру до архиерейской хиротонии, но получает отказ, что делает его последним Папой, не имевшим на момент избрания докторской степени.

### Кардинал и Патриарх

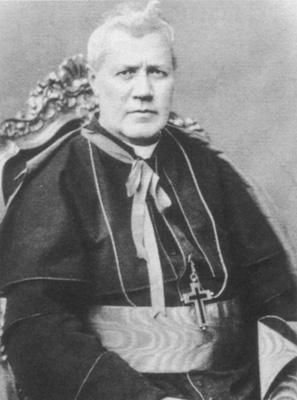
Кардинал Сарто

Папа Лев XIII сделал его кардиналом-священником с титулом церкви Сан-Бернардо-алле-Терме на открытой консистории 12 июня 1893. Через три дня после этого, кардинал Сарто был в частном порядке назначен Патриархом Венеции и примасом Далмации. Его имя стало достоянием общественности спустя два дня. Это вызвало трудности, так как правительство объединённой Италии претендовало на право предлагать кандидата на пост патриарха в противоположность императору Австрии. Непростые отношения между Римской курией и итальянским правительством с момента аннексии Папского государства в 1870 году накладывали дополнительную нагрузку по назначению. Число претендентов вскоре возросло до 30. Наконец Сарто был утверждён на посту патриарха в 1894 году.
Как кардинал-патриарх, Сарто избегал участия в политической жизни, отдавая своё свободное время для общественных работ и укрепления приходских банков. Тем не менее, в своем первом пастырском письме к венецианцам, кардинал Сарто утверждал, что в вопросах, относящихся к Папе Римскому, «Там не должно быть никаких вопросов, никаких тонкостей, никаких посягательств на личные права Папы, только послушание…».

## Избрание

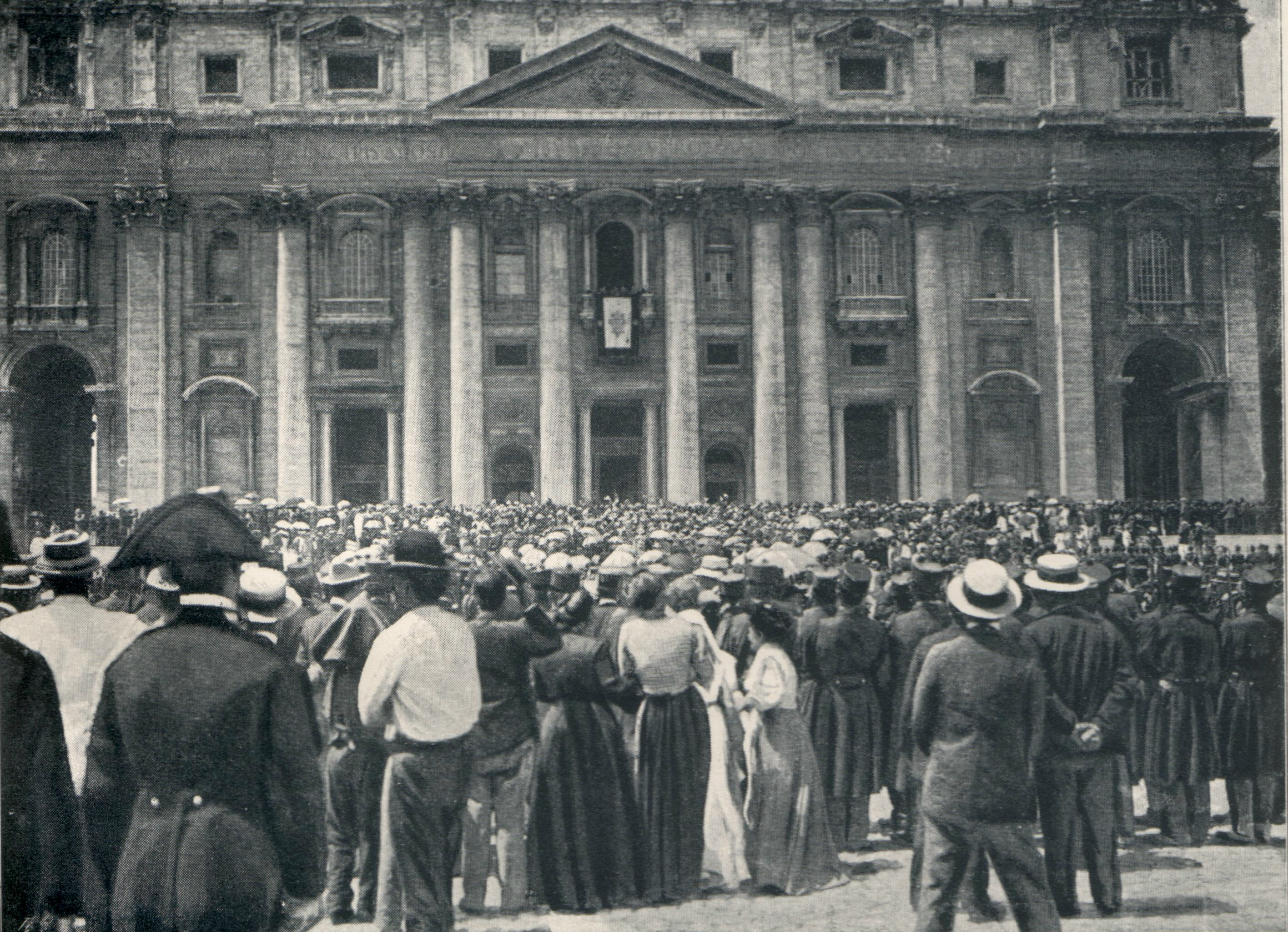
Луиджи Макки объявляет избрание кардинала Сарто Папой Пием X

20 июля 1903 года скончался Лев XIII, и в конце месяца собрался конклав для избрания его преемника. По мнению историков, папой должен был стать любимый секретарь покойного, кардинал Мариано Рамполла. В первом туре голосования кардинал Рамполла получил 24 голоса, кардинал Готти 17 голосов, и кардинал Сарто 5 голосов. Во втором туре Рамполла получил на пять голосов больше и казалось, что он будет избран Папой. Однако ход конклава был нарушен вмешательством архиепископа Краковского кардинала Яна Пузыни, который от имени австрийского императора Франца Иосифа I наложил вето на кандидатуру Рамполлы. Выборщики протестовали против вето и выразили своё недовольство, высказав даже предположение по избранию Папы несмотря на вето, но подчинились воле императора. Третий и четвёртый тур голосования также не выявили явного лидера, однако за Рамполла было отдано 30 голосов, а за Сарто с 24 голоса. Было ясно, что кардиналы отдавали своё предпочтение Сарто. На следующее утро, пятый тур голосования конклава стал последним и мнения выборщиков разделилось так: Рамполла 10 голосов, Готти 2 голоса, и Сарто 50 голосов. Таким образом, 4 августа 1903 года кардинал Сарто был избран Папой. Этот конклав стал последним, где католическим монархом было использовано право вето.
Однако кардинал Сарто поначалу отказался от избрания, чувствуя себя недостойным, позже согласившись с решением конклава. Он был опечален тем, что Австро-Венгрия наложила вето на Рамполлу, и пообещал в будущем отменить данное право и отлучить от церкви тех, кто будет продолжать его использовать.
Сарто выбрал имя Пий, из уважения к своим предшественникам, в частности, к Папе Пию IX (1846—78), который боролся против либерализации теологии. Коронация Пия Х состоялась в воскресенье, 9 августа 1903 года. После избрания Папой он также стал Великим магистром ордена Святого Гроба Господнего Иерусалимского.

## Понтификат

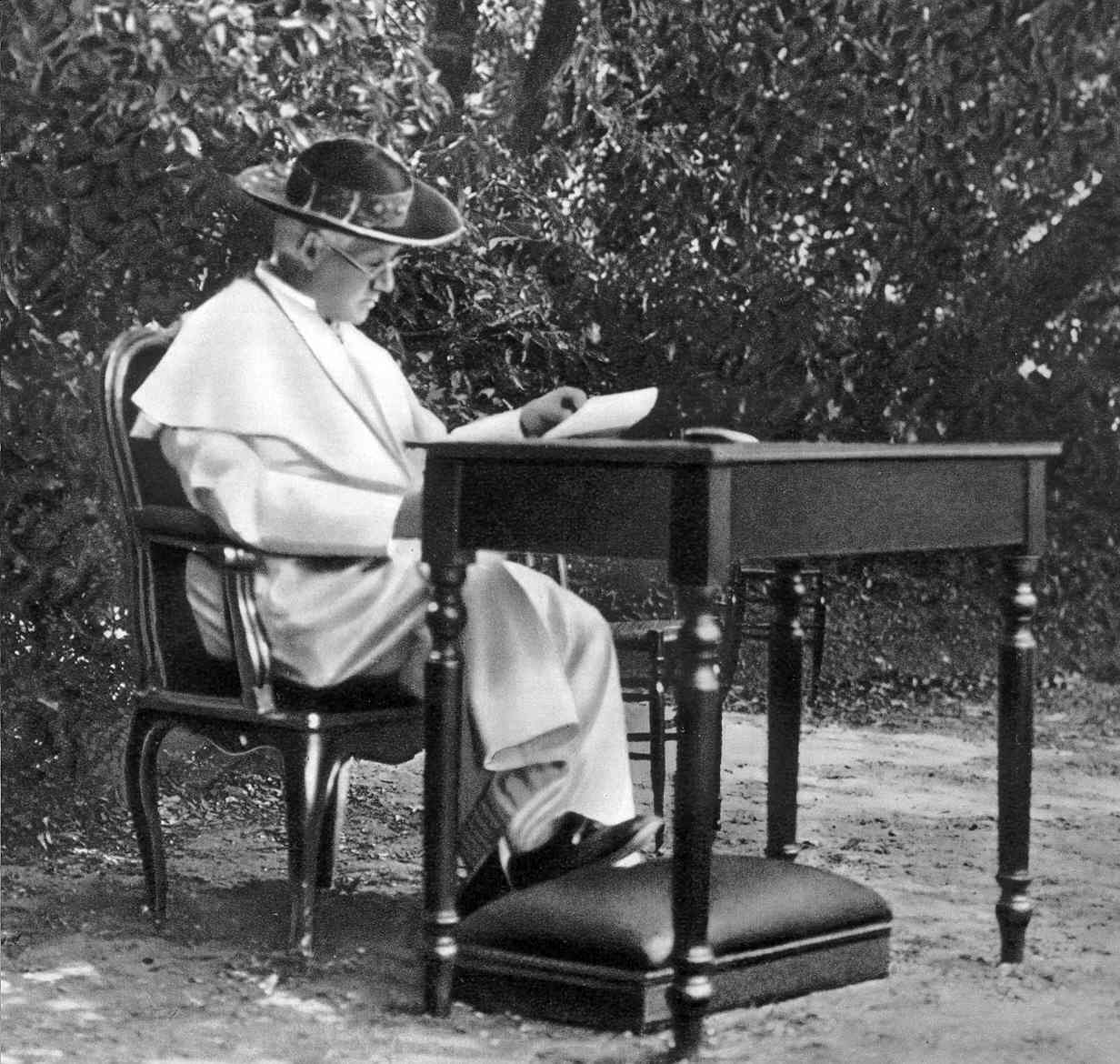
Папа Пий X в Ватиканских садах

Понтификат Пия X известен своей консервативностью в области теологии, реформами литургии и церковного права. Девизом своего Папства Пий X сделал фразу «Instaurare Omnia in Christo», или «восстановить всё, что во Христе», взятую из своей первой энциклики от 4 октября 1903 года «E supremi apostolatus» («Всё во Христе возобновлять»). Пий X высказал свою первостепенную задачу следующим образом: «Мы отстаиваем авторитет Бога. Его авторитет и Заповеди следует признать, к ним следует прислушиваться, их следует уважать».
Простое происхождение Папы стало ясно сразу после его избрания, когда со дня своей коронации Пий X стал носить обычный позолоченный нательный крест. А когда его окружение ужаснулось, новый папа сказал: «я всегда носил этот крест, и не принёс никакого другого с собой». Пий X стал известен тем, что сократил и упростил папский церемониал. Он также отменил обычай, учреждённый папой Урбаном VIII, согласно которому папа ужинает в одиночестве, и стал приглашать своих друзей, чтобы поужинать вместе.
Однажды общественные деятели Рима спросили Папу, почему он не сделал своих сестёр графинями, на что он ответил: «Я сделал их сёстрами папы, что ещё я могу сделать для них?»
Папа был дружелюбен с детьми. В его карманах всегда были конфеты, которые он раздавал детям на улицах Мантуи и Венеции, преподавая им катехизис. Во время папских аудиенций возле Пия X всегда собирались дети, и Папа всегда беседовал с ними о том, что их интересовало. Его еженедельные уроки катехизиса в церкви Сан-Дамазо в Ватикане всегда включали специальные места для детей. Решение Папы о допуске детей к причастию было продиктовано желанием вернуть их из религиозного невежества.

### Церковные реформы и теология

#### Восстановление во Христе и мариология
Пий X способствовал введению ежедневной практики причастия для всех католиков, которая была неоднократно подвергнута критике якобы «из-за непочтительности». В своей энциклике Ad diem illum, изданной в 1904 году, он видит Деву Марию в контексте «восстановления всего во Христе».
Он написал:

Духовно мы все её дети, и она является матерью нашей, следовательно, она должна почитаться как мать. Христос есть Слово, ставшее плотью и Спасителем человечества. Он имел физическое тело, как и любой другой человек, а как спаситель рода человеческого, он имел духовное и мистическое тело — Церковь. Это имеет последствия для нашего понимания Пресвятой Богородицы. Она воспринимала Христа и как Сына Божьего, и как часть своей человеческой природы, дабы Он мог стать Искупителем рода людского. Мария, неся Спасителя в себе, была его матерью, а значит и матерью всех нас. Таким образом, все верующие едины со Христом, являются частью тела Его и плоти Его, от костей Его и от чрева Девы Марии. Через духовную и мистическую форму, все мы дети Марии, и она мать наша. Матерь духовная, но в действительности, всех христиан.

#### Григорианское пение
22 ноября 1903 года Пий X опубликовал апостольское письмо «Tra le sollecitudini». Классическая музыка и музыка барокко преобладала над григорианским пением. Папа объявил о возвращении к ранним музыкальным стилям, за что ратовали многие композиторы, в том числе Лоренцо Перози, бывший с 1898 года директором хора Сикстинской капеллы. Пий X объявил Перози «Пожизненным директором», а Жозеф Потье стал главой ватиканской комиссии по изданию литургических книг и главным реформатором григорианского пения.

#### Богослужебные изменения

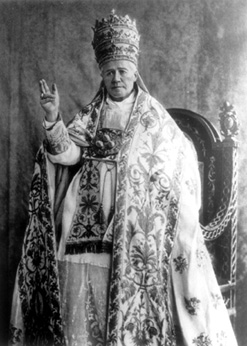
Пий X перед службой 14 августа 1903

Папство Пия X ознаменовано увеличением преданности и набожности в жизни духовенства и мирян, чему способствовало реформирование Требника и в особенности Святой мессы.
Ватиканский градуал 1906 года стал содержать возрождённые формы напевов, используемые целебрантом, которые должны быть включены в миссал. Григорианское пение всё чаще стало использоваться в Причастии. Пий X говорил по этому поводу: «Святое причастие есть самый короткий и безопасный путь к Спасению». С этой целью Папа поощрял частый приём Святого причастия, в том числе и детьми, достигшими соответствующего возраста, то есть возраста «на усмотрение», хотя и не разрешал древнюю восточную практику Детского Причастия. Также Пий X подчёркивал, что частое обращение к Таинству Исповеди способствует более достойному Причастию. Преданность Пия Х к практике Евхаристии, в конечном итоге способствовала тому, что Папу почтительно стали называть «Папа Святых Даров».
В 1910 году был издал указ Quam Singulari, согласно которому возраст допуска к причастию был снижен с 12 до 7 лет (возраст по усмотрению). Папа понизил возраст, считая что это произведёт впечатление на умы детей и будет стимулировать их родителей к соблюдению религиозных норм. Однако данный указ был воспринят как нежелательный некоторыми верующими из-за убеждения, что родители станут массово забирать детей из католических школ после снижения возраста Первое Причастие.
В апостольском письме «Tra le sollecitudini» Пий X говорил:

«Первичный и незаменимый источник истинного христианского духа есть участие в Святых Таинствах и молитвах».

#### Антимодернизм

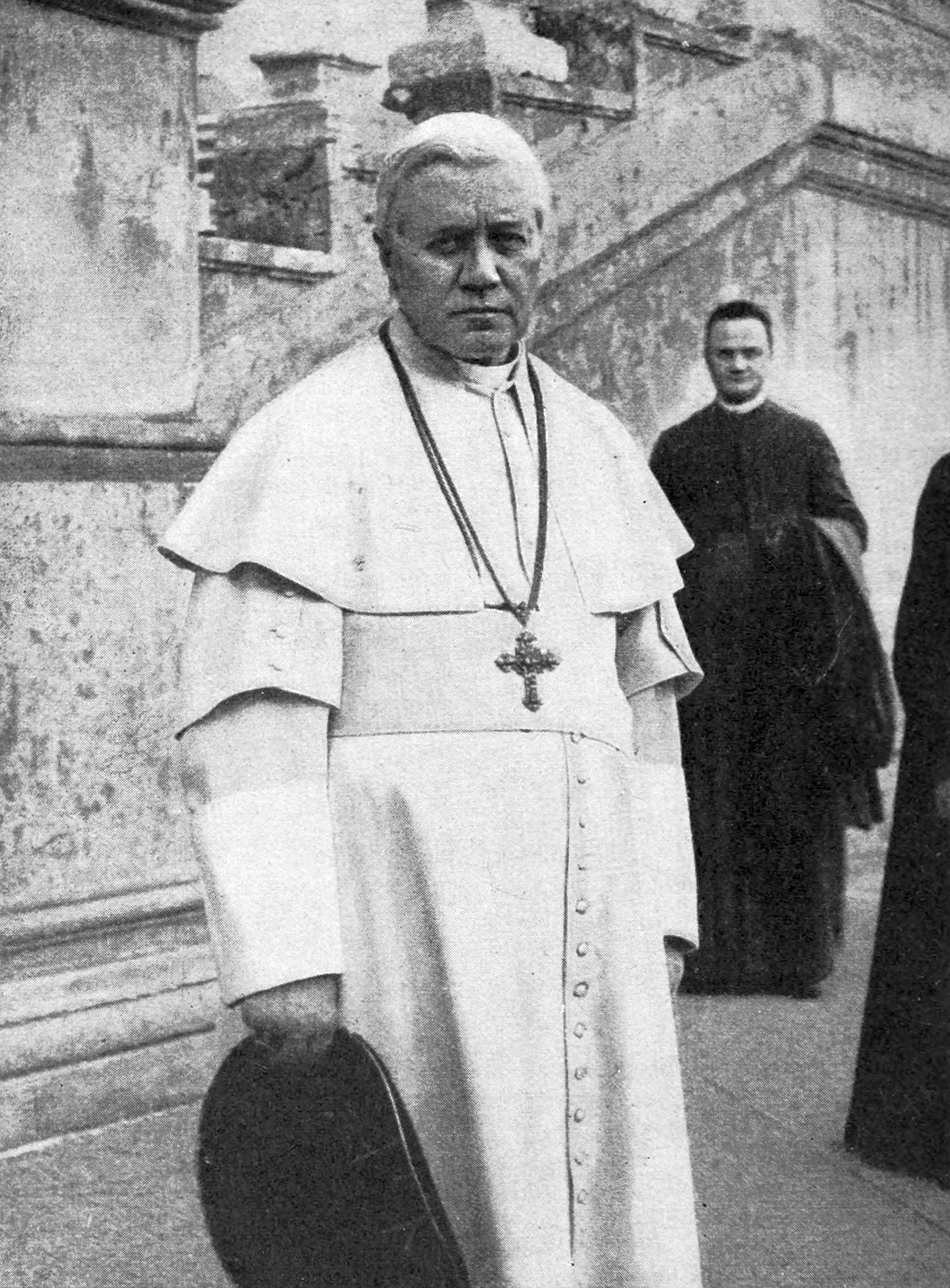
Пий X, 1911 год

В ответ на светское просвещение, предшественник Пия X Папа Лев XIII стремился возродить наследие Фомы Аквинского, так называемый «союз разума и откровения». Неосхоластика (неотомизм) в период понтификата Пия X стала основным базисом для богословия. Решительно осуждая модернизм и релятивизм, Пий X называл эти течения опасными для католичества. Это, пожалуй, самый спорный аспект его папства. Папа призвал к формированию Sodalitium Pianum (Братство Пия), антимодернистской сети информаторов, которая негативно воспринималась многими людьми из-за необоснованных и неубедительных обвинений в ереси. Руководил компанией против модернизма профессор церковной истории, прелат Умберто Бениньи — помощник государственного секретаря по иностранным делам в Государственном секретариате Ватикана. В 1909 году Умберто Бениньи по приказанию кардинала Мерри дель Валя создал агентурную сеть, задачей которой было выявление в пределах Ватикана и церковных учреждений лиц, высказывавшихся в пользу неизбежности модернизма.
Отношение Пия X к модернистам было бескомпромиссным. Советовавшим Папе проявить сострадание к «виновникам» Пий X отвечал: «Они хотят, чтобы к ним относились с елеем, мылом и ласками. Но сойдясь с ними в поединке, они будут бить кулаками, и вы уже не будете рассчитывать и измерять удары, вы будете бить настолько, насколько хватит сил».
Модернистами были некоторые католические французские учёные, такие как Луи Дюшен, который ставил под сомнение убеждение, что Бог напрямую действует в делах людских, и Альфред Луази, который отрицал, что каждая строчка Писания буквально, а не метафорически может быть правдой. В противовес учению Фомы Аквинского они утверждали, что существует непреодолимый разрыв между естественным и сверхъестественным знанием. Данные разрывы и нежелательные эффекты получили название релятивизма и скептицизма. 

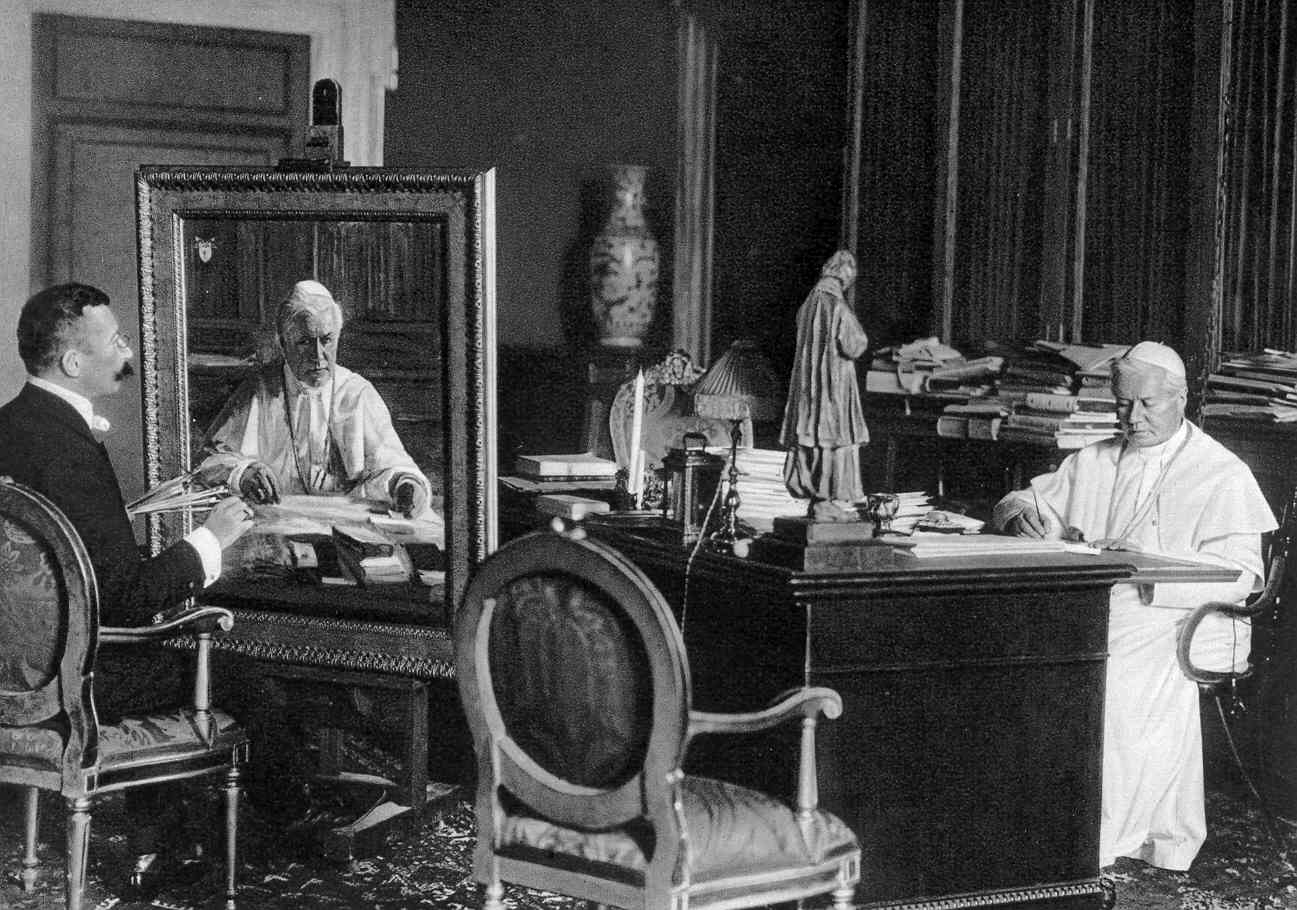
Пий X позирует для картины в своём рабочем кабинете

 Модернизм, релятивизм, а также рационализм в католической теологии с точки зрения их присутствия в церкви, были богословскими тенденциями, которые пытались ассимилировать современные философы, такие как Иммануил Кант. Модернисты утверждали, что убеждения Церкви эволюционировали на протяжении всей своей истории и продолжают развиваться. Антимодернисты рассматривали эти понятия как противоречащие догматам и традициям Католической Церкви.
Декрет Lamentabili sane exitu («плачевное Отправление Действительно»), вышедший 3 июля 1907 года, в котором осуждается предполагаемые ошибки в толковании Священного Писания, истории и интерпретации догматов, официально осудил 65 модернистских или релятивистских суждений относительно природы Церкви, откровения, толкования Библии, таинств, и божественности Христа. За этим последовала энциклика Pascendi Dominici Gregis («Кормление стада Господня»), которая характеризует модернизм как «синтез всех ересей». После этого Пий X распорядился, чтобы все клирики взяли Oath against modernism за присягу против модернизма. Агрессивная политика Пия X против модернизма вызвала некоторые волнения в церкви. Хотя всего лишь только около 40 священнослужителей отказался принимать присягу, католические учёные модернистских тенденций были полностью обескуражены. Богословам и теологам, которые хотели продолжать исследования в соответствии с принципами светскости, модернизма, или релятивизма пришлось прекратить свои изыскания, так как это грозило конфликтом с Папой, и, возможно, даже отлучением от церкви.

#### Катехизис Пия X

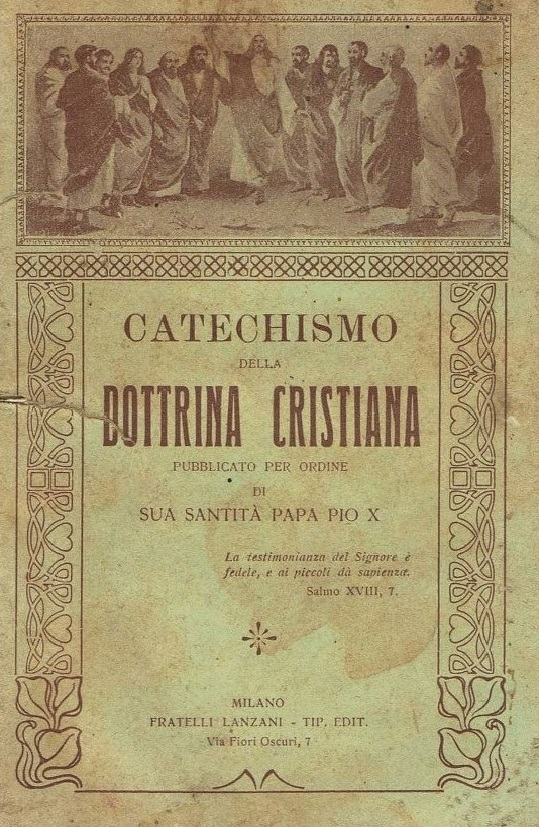
Титульный лист Катехизиса Пия X

В 1905 году папа Пий X в своей энциклике Acerbo Nimis поручил Братству христианской доктрины открыть воскресные школы в каждом приходе.
Катехизис Пия X в своей реализации стал простым, кратким, и популярный для единообразного применения, укрепился в употреблении в Риме и в течение нескольких лет в других частях Италии, однако же, он не был предусмотрен для использования во всей вселенской Католической церкви. Простота изложения и глубина содержания делали катехизис доступным не только для своего времени, но и для последующих поколений верующих. Катехизис, как метод преподавания религии, был описан в энциклике Acerbo Nimis в апреле 1905 года, был выпущен в 1908 году в Италии под названием Catechismo della dottrina Cristiana (Катехизис Христианской доктрины); насчитывает более 115 страниц.
В интервью католическому ежемесячному изданию «30 Giorni» в 2003 году кардинал Йозеф Алоиз Ратцингер, будущий папа Бенедикт XVI сказал:

«Вера, как таковая, всегда одинакова. Таким образом, катехизис Святого Пия X всегда сохраняет свою ценность. Вместо этого он может изменять способ передачи содержания веры. Таким образом, можно задаться вопросом, остаётся ли Катехизис Святого Пия X в силе и сегодня? Я считаю, что Катехизис, который мы готовим, должен отвечать потребностям сегодняшнего дня. Однако, это не исключает того, что могут быть отдельные люди и группы людей, которым более предпочтителен Катехизис Пия X. Не стоит забывать, что Катехизис Пия X берёт начало от текста простой структуры и глубокого содержания, который был подготовлен самим Папой, когда он ещё был епископом Мантуи. По этой причине Катехизис Святого Пия X также будет иметь последователей и в будущем».

#### Реформа канонического права

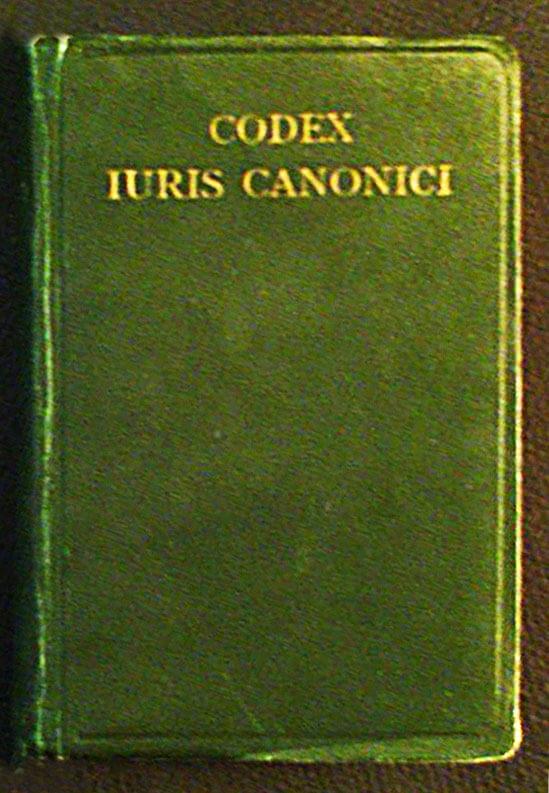
Издание Кодекса канонического права 1917 года

Каноническое право в Католической Церкви варьировалось от региона к региону, без общих предписаний. 19 марта 1904 года папа Пий X назначил комиссию кардиналов для разработки универсального свода законов, который позже стал называться Кодексом канонического права, и использовался в Католической церкви в течение большей части XX века. Два кардинала из данной комиссии позже стали Папами: Джакомо Кьеза стал Папой Бенедиктом XV, а Эудженио Пачелли стал Папой Пием XII. Первый окончательный вариант Кодекса канонического права был принят Бенедиктом XV 27 мая 1917 года, обрёл силу закона 19 мая 1918 года и оставался в силе до 1983 года, когда был принят ныне действующий Кодекс канонического права. Кодекс канонического права 1983 года действителен только для Католической церкви латинского обряда. В восточнокатолических церквях действует Кодекс канонов Восточных церквей, принятый в 1990 году.

#### Реформа церковного управления
Пий X провел реформу Римской курии в соответствии с Апостольской конституцией Sapienti consilio, и указал новые правила обеспечения надзора епископами в семинариях в энциклике Pieni L’Animo. Были учреждены региональные семинарии (при закрытии некоторых более мелких), и принят новый план обучения в семинариях. Также духовенству было запрещено участвовать в управлении общественными организациями.

### Политика Церкви по отношению к светской власти

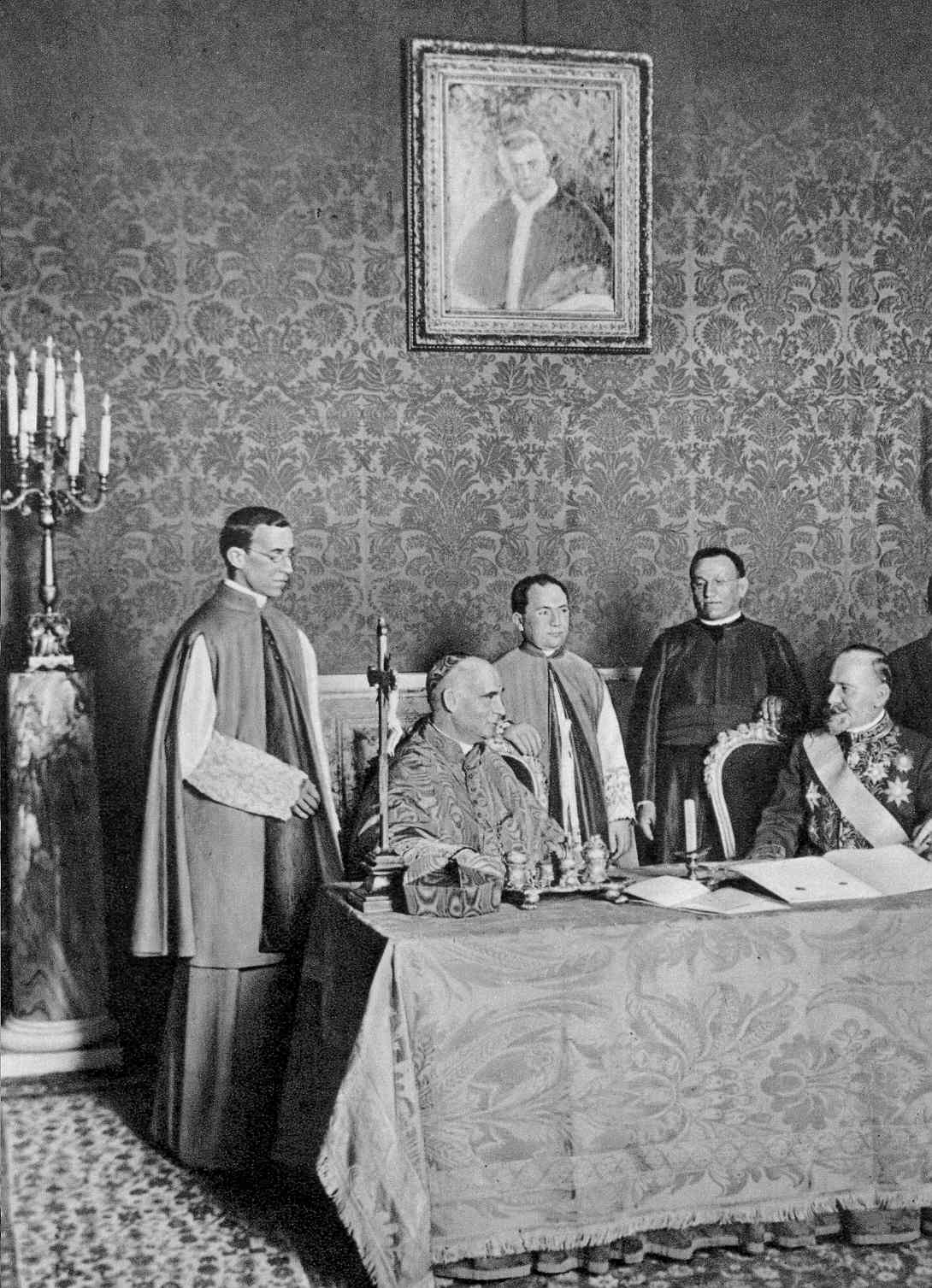
Церемония подписания сербского конкордата, 24 июня 1914 года. Присутствующие на фотографии слева направо: Эудженио Пачелли (секретарь Священной конгрегации чрезвычайных церковных дел, будущий Папа Пий XII), Мерри дель Валь (Государственный секретарь Ватикана), Никола Канали (личный секретарь Государственного секретаря), Диониги Кардон (переговорщик Ватикана в Белграде), Радомар Миленко (Специальный министр Сербии)

Пий X отменил подход Льва XIII по отношению к светским правительствам, назначив кардинала Рафаэль Мерри дель Валя Государственным секретарём Ватикана (позже, в 1953 году, началась канонизация и самого Рафаэль Мерри дель Валя, однако он до сих пор не причислен к лику блаженных). Когда президент Франции Эмиль Лубе посетил в Риме итальянского короля Виктора Эммануила III (1900—1946), Пий X, отказывавшийся признавать аннексию Папской области Италией, упрекнул французского президента за визит и отказался встречаться с ним. Это привело к разрыву дипломатических отношений с Францией, а в 1905 году во Франции вышел Закон разделения, согласно которому Церковь была отделена от государства, что было осуждено Папой. Согласно данному закону, Церковь во Франции лишалась государственного финансирования. В ответ два французских епископа были удалены из Ватикана за признание Третьей Республики. В конце концов, Франция изгнала иезуитов и разорвала дипломатические отношения с Ватиканом.
Папа придерживался аналогичной позиции в отношении светских правительств и в других странах: в Португалии, Ирландии, Польши, Эфиопии и ряде других государств с большой долей католического населения. Его действия и заявления в отношении Италии вызывали недовольство светских властей этих стран, а также некоторых других, таких как Великобритания и Россия. В Ольстере протестанты всё чаще высказывали мнение, что после получения Ирландией независимости и собственного парламента, Римско-католическая церковь получит политическую власть над своими интересами в Ирландии.
В 1908 году вступила в силу булла Ne Temere, регламентирующая вступление в брак с точки зрения канонического права и осложняющая межрелигиозный брак. Одним из правил этой буллы стало то, что юридическую силу имел только церковный брак, и если брак и венчание было совершено не католическим священником, то таинство становилось недействительным. Беспокойство некоторых протестантов вызвало то, что теперь Церковь будет разделять те пары, которые поженились в протестантской церкви и гражданских учреждениях от католических союзов. Священники получили право по своему усмотрению отказываться от заключения смешанных браков, или указывать условия, чтобы дети воспитывались в католичестве. Булла оказалась особенно спорной в Ирландии, где имелись большие группы протестантских меньшинств, что косвенно способствовало последующему политическому конфликту, и была вынесена на обсуждение в Палату общин Соединённого Королевства.
Светские власти бросали вызов папству Пия X, которое стало более жёстким и агрессивным. Он приостановил работу, а позже и упразднил общество Opera dei Congressi, которое координировало работу католических ассоциаций в Италии, а также осудил Le Sillon, французское политическое и религиозное движение, пытавшееся примирить церковь с либеральными политическими взглядами. Также Папа выступил против профсоюзов, которые не были исключительно католическими организациями. Пий X частично отменил указы, запрещающие итальянским католикам голосование, однако это никогда не признавалось итальянским правительством.

#### Отношения с Королевством Италия
Изначально Пий X сохранял статус пленника в Ватикане, но с ростом социализма латинское выражение «Non Expedit» («Это не целесообразно») было переосмыслено в энциклике «Il Fermo Proposito» (11 июня 1905). Папа разрешил католикам голосовать, когда это «помогает поддержанию общественного порядка», но только за депутатов, которые не являются социалистами.

#### Отношения с Польшей и Россией
При Пие X традиционно тяжёлое положение польских католиков в России не улучшалось. Хотя Николай II и издал указ от 22 февраля 1903 года, обещающий свободу вероисповедания для Католической Церкви, и в 1905 году провозгласил Конституцию, которая предусматривала свободу вероисповедания, Русская православная церковь почувствовала для себя угрозу. Под нажимом РПЦ папские указы были запрещены и контакты с Ватиканом долгое время оставались вне закона.

#### Отношения с Соединёнными Штатами Америки

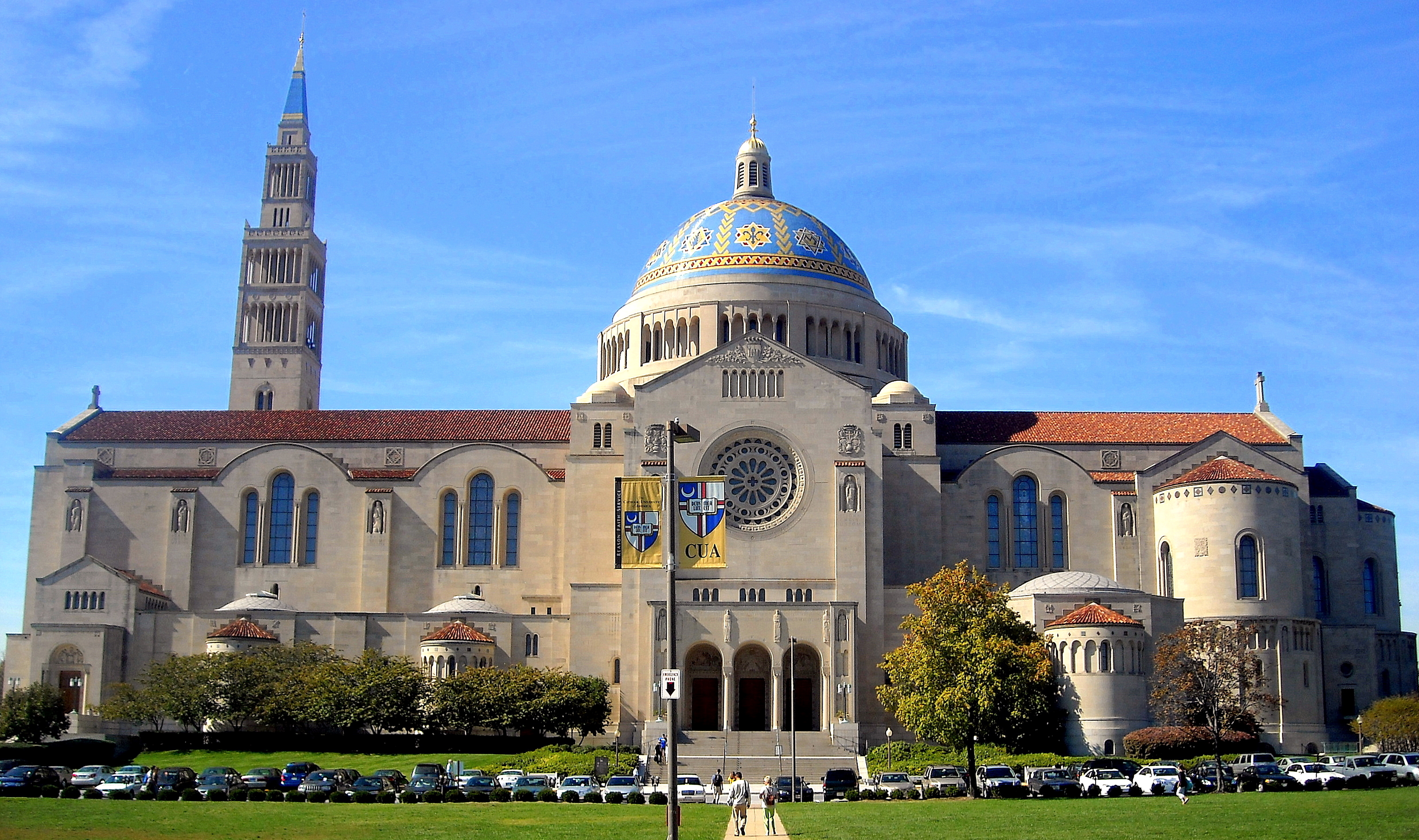
Базилика Непорочного зачатия Пресвятой Девы Марии в Вашингтоне

В 1908 году Папа Пий X поднял миссионерский статус США, в знак признании роста американской церкви. За время его понтификата, в США было создано пятнадцать новых епархий и назначены два американских кардинала. Пий X был очень популярен среди американских католиков, казавшийся им обычным человеком из-за своего бедного происхождения, которое сохранилось при восшествии на папский престол.
В 1910 году, Папа Римский отказал в аудиенции бывшему вице-президенту США Чарлзу Фэрбенксу, который хотел обратиться к методистским ассоциациям в Риме, а также бывшему Президенту США Теодору Рузвельту, который намеревался обратиться к той же ассоциации.
8 июля 1914 года, Папа Пий X утвердил просьбу американского кардинала Джеймса Гиббонса о патронаже Непорочного зачатия при строительстве Базилики Непорочного зачатия Пресвятой Девы Марии в Вашингтоне.

### Чудеса при жизни Папы
Помимо документально подтверждённых рассказов о чудесах, через заступничество Папы после его смерти, также имеются свидетельства чудес ещё при жизни Папы. Однажды во время аудиенции Пий X держал на руках парализованного ребёнка, который неожиданно стал извиваться в его руках, пытался освободиться из объятий, а затем побежал по комнате. В другом случае супружеская пара (которая исповедовалась ему в бытность его епископом Мантуи) написала Папе, что их двухлетний ребёнок болен менингитом. Папа Пий X написал им в ответ, что нужно надеяться и молиться. Через два дня ребёнок был полностью излечен.
Кардинал Эрнесто Руффини (впоследствии архиепископ Палермо) посетил Папу после того, как ему был поставлен диагноз туберкулёз. Папа ответил ему, чтобы тот вернулся в семинарию, и что с ним всё будет в порядке. Позже Руффини передал эту историю исследователям дела канонизации понтифика.

### Другие виды деятельности

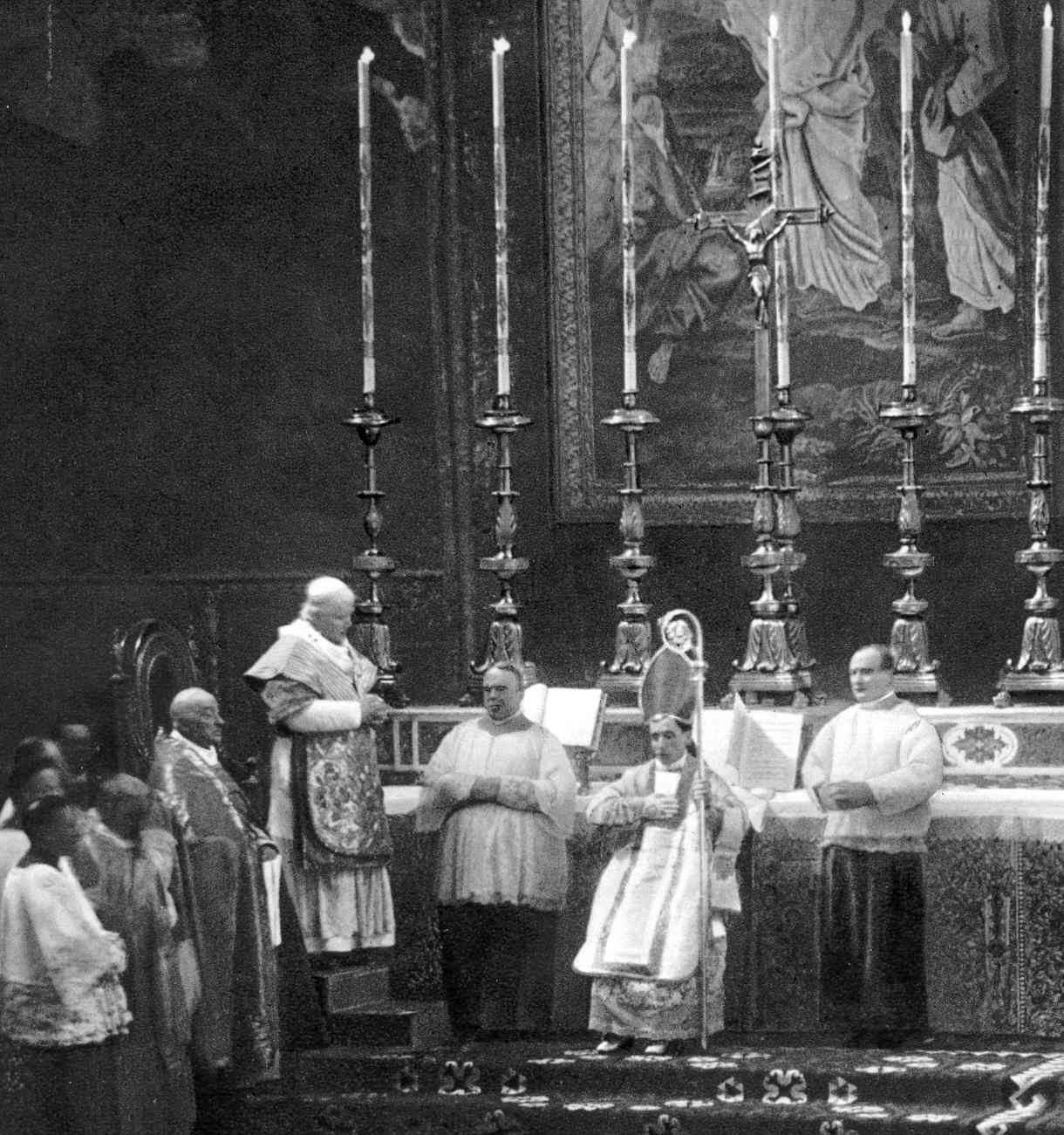
Пий X посвящает в епископы Джакомо Паоло Джованни Баттиста делла Кьеза, будущего Папу Бенедикта XV, Ватикан, 22 декабря 1907 года

В дополнение к политической защите Церкви, литургическим изменениям, антимодернизму и началу кодификации канонического права, папство Пия X было ознаменовано реорганизацией Римской курии. Папа стремился к обновлению образования священников, семинарий и их учебных программ без реформирования. В 1904 году Папа Пий X разрешил епархиальным семинаристам посещать колледж Святого Фомы. 2 мая 1906 года колледж получил наименование папского (лат. Pontificium Collegium Divi Thomæ de Urbe). В Апостольском послании от 8 ноября 1908 года, подписанным Папой 17 ноября, Пием X учреждён Папский Международный Колледж Ангеликум (лат. Pontificium Collegium Internationale Angelicum), который заменил собой Колледж св. Фомы. Позже, 7 марта 1963 года папа Иоанн XXIII присвоил Ангеликуму ранг Папского университета (лат. Pontificia Universitas Studiorum a Sancto Thoma Aquinate in Urbe).
Пий X причислил к лику блаженных десять человек: Валентин Фаустино Беррио-Очоа (1906), Мари-Женьев Менье (1906), Роза Критская (1906), Клар Нантский (1907), Здислава Лемберкская (1907), Иоанн Боско (1907), Иоганн Рюйсбрук (1908), Andrew Nam Thung (1909), Линь Агата (1909), Agnes De (1909), Жанна д’Арк (1909), Иоанн Эд (1909). К лику святых были причислены четверо: Алессандро Саули (1904), Gerard Majella (1904), Клеменс Хофбауэр (1909), Joseph Oriol (1909).
Пий X опубликовал 16 энциклик, среди них была Vehementer Nos от 11 февраля 1906 года, которая осудила французский закон 1905 года об отделении Церкви от государства. Пий X также подтвердил, хотя и не безошибочно, наличие Лимба в катехизисе 1905 года. Лимб был местом пребывания (или обозначавший состояние) не попавших в рай душ, не являющееся адом или чистилищем. Некрещёные «не имели радости Божьей, но они не страдают… они не заслужили Рай, но они и не заслуживают Ада или чистилища». В современном католическом богословии понятие о лимбе отвергнуто. 20 апреля 2007 года Ватикан опубликовал документ, в котором содержится вывод о том, что учение о лимбе представляет «неподобающе ограничительный взгляд на спасение», в то время как Бог милосерден и «желает спасения всем людям».
23 ноября 1903 Пий X издал директиву по собственной инициативе («Motu proprio»), согласно которой женщинам запрещалось петь в церковных хорах.
В пророчестве о папах святого Малахии (коллекция 112 пророчества о Папах), Пий X характеризуется фразой «Ignis ardens» или «Пламенный огонь», что трактуется следующим образом: Пий X ратовал за издание первого полного Кодекса канонического права, за ежедневное причащение и за использование одноголосого Григорианского пения в католической литургии, и был противником модернизма в церкви. Он был первым святым папой за период в 400 лет, предыдущим был Пий V.
В ноябре 1913 года Папа Пий X провозгласил танец танго аморальным и запрещённым для католиков. Позже, в январе 1914 года, когда танго оказалось очень популярным, чтобы быть запрещённым, Пий X испробовал тактику «насмешливого танго», говоря, что это «одна из самых скучных вещей, которые только можно вообразить», и рекомендовал людям вместо танго заниматься танцами форлана (Венецианский танец).

## Пий X в быту
В обхождении был демократичен. Своих гостей любезно усаживал в кресла. Перебравшись в Ватикан, Пий X нисколько не изменил своих провинциальных привычек. Как и до этого, он продолжал пользоваться дешевенькими часами-луковицей, писать обыкновенной канцелярской ручкой, причем чистил перо о манжеты своей белоснежной сутаны, отчего они всегда были измазаны чернилами.
Пию X очень понравился короткометражный фильм о реконструкции колокольни Св. Марка в Венеции, он смотрел его множество раз, узнавал в кадрах друзей и знакомых, тыкал в них пальцем, громко выкрикивал их имена, смеялся, одним словом, вовсю наслаждался зрелищем.

## Смерть и похороны

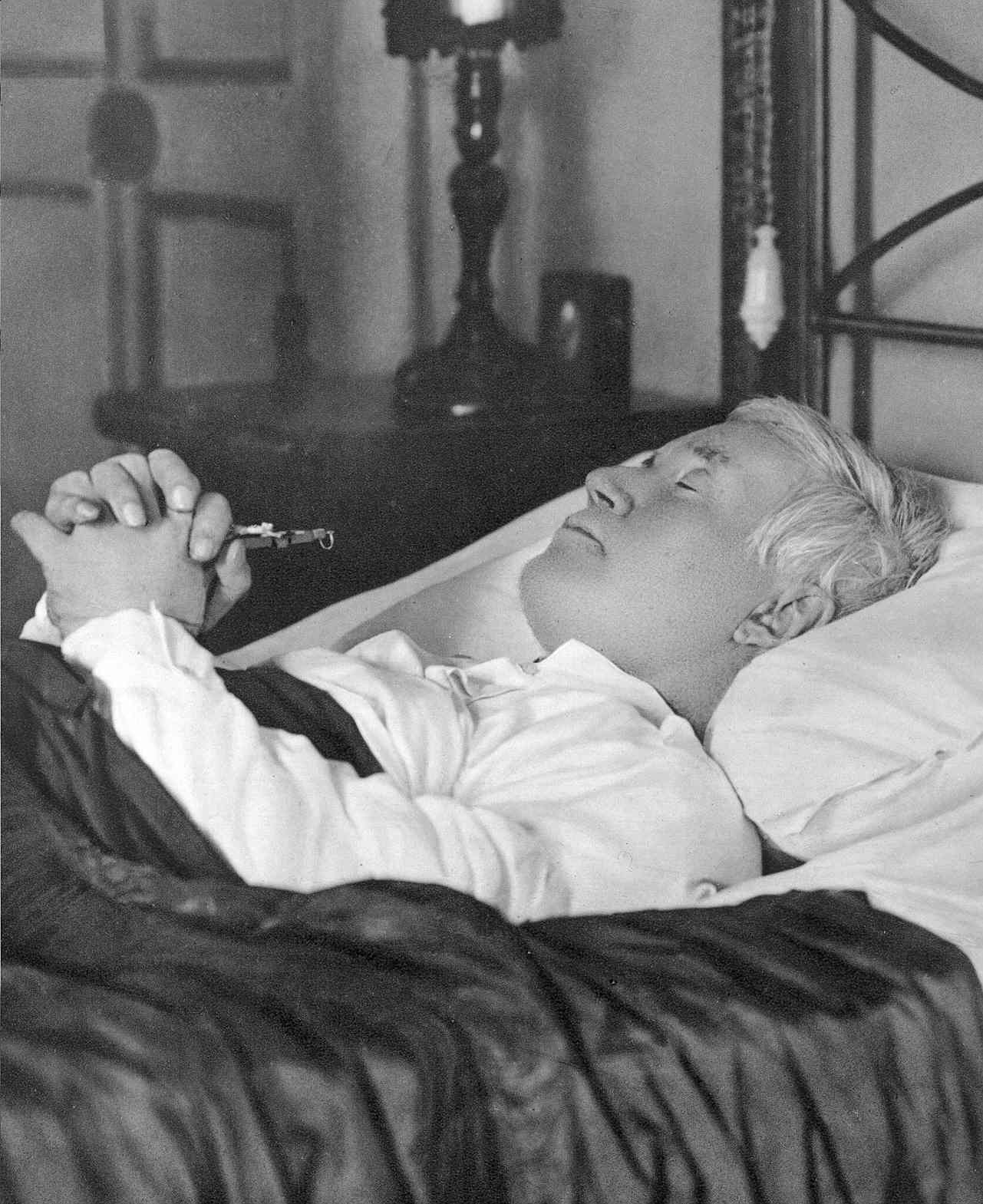
Пий X на смертном одре

В 1913 году у Папы случился сердечный приступ, после чего его здоровье резко ослабло. События, которые привели к началу Первой мировой войны (1914—1918), приводили его в состояние меланхолии. 15 августа 1914 года Папа заболел на празднике Успения Пресвятой Богородицы, и больше не оправился, состояние его здоровья продолжало ухудшаться, в результате чего он скончался 20 августа 1914 от сердечного приступа. Днём ранее, 19 августа, там же в Риме скончался лидер иезуитов Франц Ксавьер Вернц в тот самый день, когда немецкие войска вошли в Брюссель.
Пий X был похоронен в простой и не украшенной гробнице в крипте Собора Святого Петра. У папских врачей того времени было в привычке удалять внутренние органы для облегчения процесса бальзамирования. Пий X строго запретил бальзамирование для своего будущего погребения, и последующие папы продолжили данную традицию.

## Канонизация

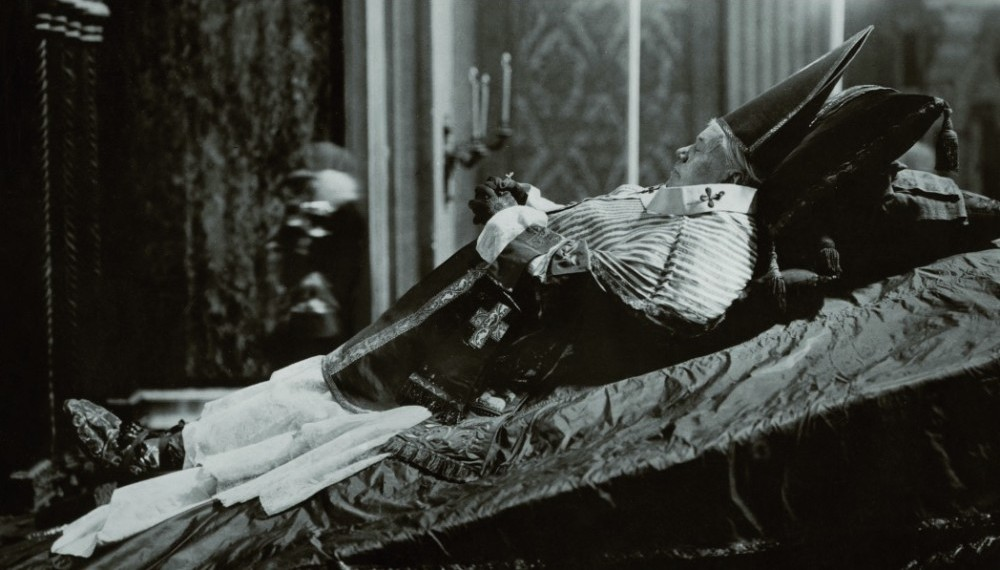
Пий X во время похорон, 21-22 августа 1914 года

Хотя канонизации Пия X состоялась в 1954 году, события, которые привели к этому, начались сразу же после его смерти. В письме от 24 сентября 1916 года епископ Никотеры и Тропеи Джузеппе Мария Лео называет Пия X «великим святым и великим Папой». Для размещения большого количества паломников, желающих получить доступ к его могиле, был установлен металлический крест на полу базилики, прямо над могилой Пия X, так чтобы верующие могли бы опуститься на колени прямо над могилой. Мессы возле его могилы продолжались до 1930 года.
Почитание папы Пия X между двумя мировыми войнами было достаточно высоким. 14 февраля 1923 года в честь 20-летия со дня его восшествия на папский престол, начался процесс причисления папы к лику святых — были назначены ответственные за канонизацию и возведён памятник в Соборе Святого Петра. 19 августа 1939 года Папа Пий XII (1939—1958) отдал дань памяти Пию X в Кастель-Гандольфо. 12 февраля 1943 года дальнейший процесс канонизации был ознаменован прославлением Пия X в лике Слуга Божий — это означало присвоение титула, который умерший человек будет носить в период от начала процесса его беатификации до причисления его к лику блаженных.
19 мая 1944 года гроб с телом Пия Х был извлечён из гробницы и доставлен в часовню Святого Распятия в базилике Собора Святого Петра. При открытии гроба, тело Пия X было найдено в хорошо сохранившемся состоянии, несмотря на то, что он умер 30 лет назад, и пожелал, чтобы его тело не бальзамировалось. По словам Джерома Дай-Гала, «всё тело Пия X было в отличном состоянии сохранности». После обследования и окончания процесса, Пий XII даровал Пию X титул досточтимого — его тело было выставлено в Риме в течение 45 дней, после было помещено обратно в гробницу.

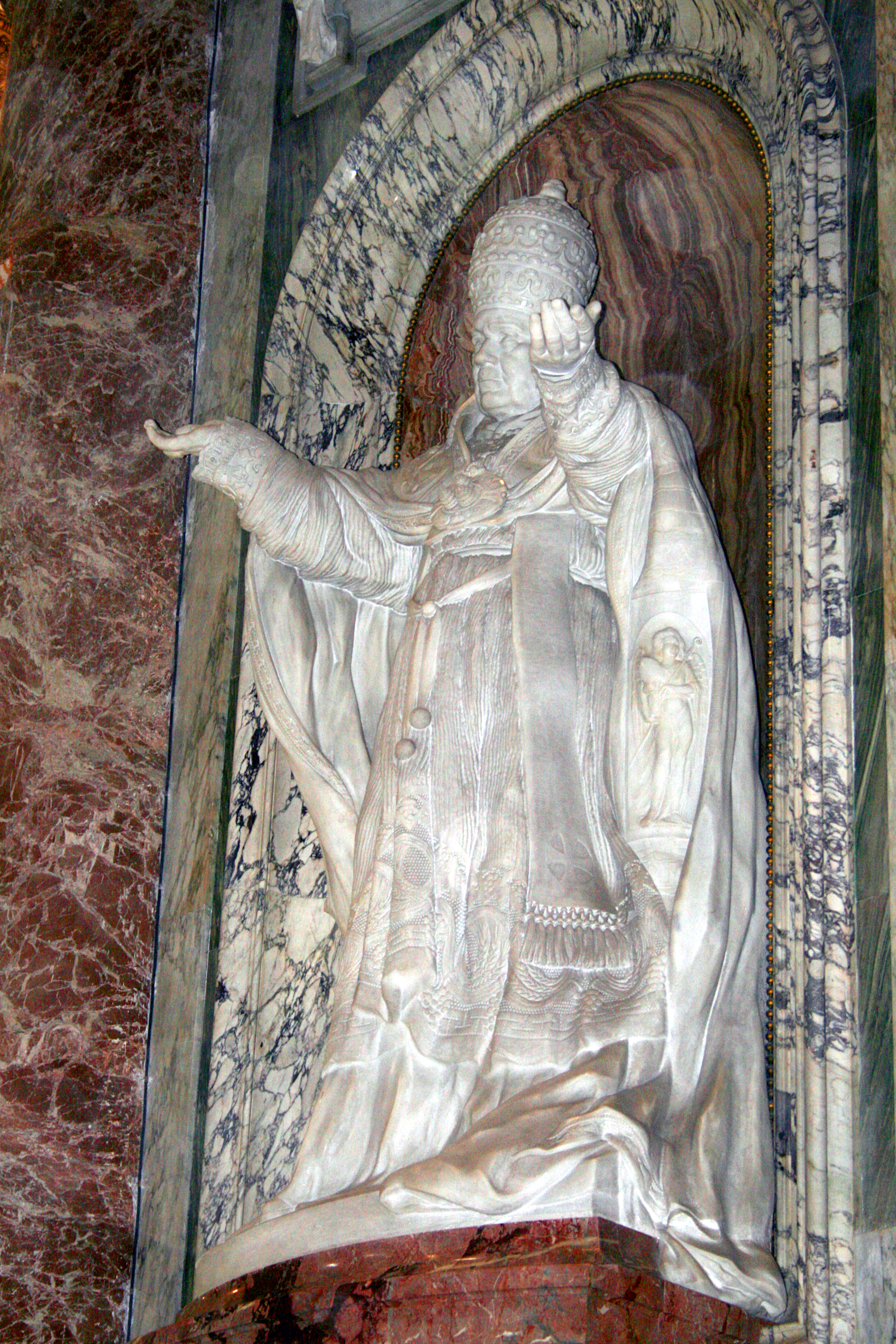
Статуя Пия X в Соборе Святого Петра

Дальнейшим шагом стал процесс беатификации, подготовка к которому началась с исследования чудес, совершённых Пием X, что и было подтверждено и признано Конгрегацией по канонизации святых. Первое чудо произошло с монахиней Marie-Françoise Deperras, которая излечилась от рака костей в декабре 1928 года во время Новенны — традиционной католической молитвенной практики, заключающейся в чтении определённых молитв в течение девяти дней подряд, в период которой частица мощей Пия X была помещена на груди монахини. Второе чудо произошло с монахиней Benedetta de Maria, которая также в процессе Новенны излечилась от рака брюшной полости в 1938 году, прикоснувшись к статуе Пия X в Соборе Святого Петра.
Папа Пий XII официально одобрил два чуда 11 февраля 1951 года, и уже 4 марта заявил, что Церковь продолжает беатификацию Папы Пия X. Его беатификация состоялась 3 июня 1951 в Соборе Святого Петра — её провели 23 кардинала, множество епископов и архиепископов, собравшаяся на площади перед собором толпа составила более 100000 верующих. Во время беатификации, Пий XII называет Пия X «Папа Евхаристии» («Папа Причастия»), так как Пий Х расширил данный обряд, допустив до него детей.
После беатификации, 17 февраля 1952 года тело Пия X было перенесено из его гробницы в Ватиканской базилике и помещено под алтарь часовни Святого Распятия. Тело понтифика поместили в стеклянный и бронзовый саркофаги, для того, чтобы верующие смогли увидеть его.

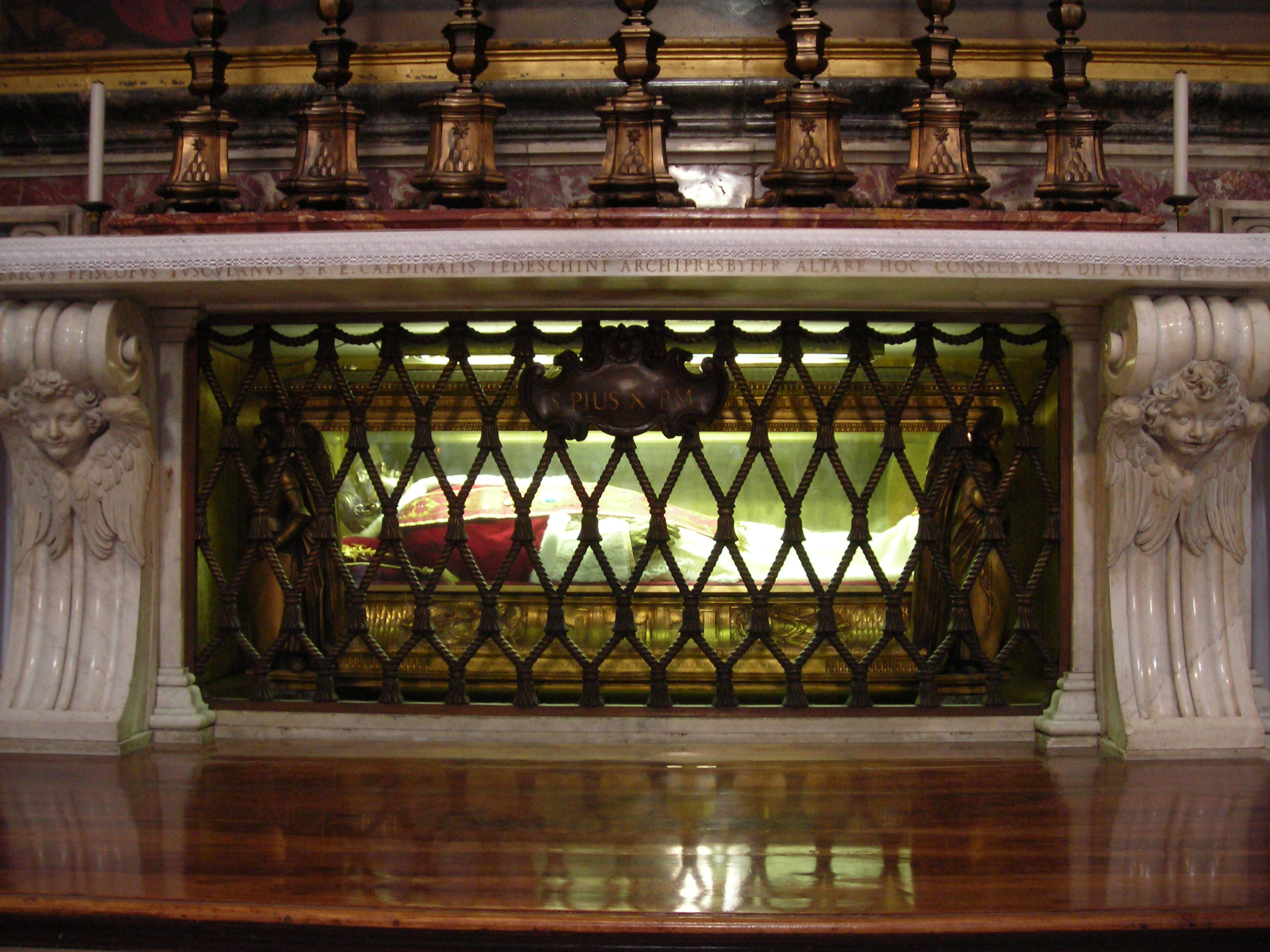
Гробница папы Пия X

29 мая 1954 года, менее чем через три года после беатификации, Пий X был канонизирован, после совершения ещё двух чудес, признанных Конгрегацией по канонизации святых. Первое чудо произошло с адвокатом из Неаполя Francesco Belsami, который будучи болен легочным абсцессом, исцелился при размещении изображения Папы Пия X на груди. Второе чудо произошло с монахиней Maria Ludovica Scorcia, которая страдая вирусной нейропатией, полностью излечилась после нескольких Новенн. Канонизационная месса которую провёл Пий XII в Соборе Святого Петра, собрала около 800000 мирян, верующих, монахов, кардиналов и епископов. Пий X стал первым за почти 250 лет канонизированным Папой после Пия V, канонизация которого состоялась в 1712 году.
Данная церемония канонизации была первой, записанной и показанной по телевидению, в том числе каналом NBC.
Молитвенные карты часто изображают понтифика с орудиями Святого Причастия. Помимо этого Святой Пий X также является покровителем Тревизо, почитается в приходах Италии, Германии, Бельгии, Канаде и Соединённых Штатах. Большое количество приходов, школ, семинарий и родильных домов названо в его честь в западных странах. Отчасти это связано с тем, что процесс его беатификации и канонизации в начале 1950-х годов совпал с периодом после Второй мировой войны, когда происходил рост строительства в городах и рост населения (эпоха Беби-бума), что привело к католической экспансии.
В 1955 году праздник в честь Пия X в Общем римском календаре был установлен 3 сентября, и отмечался до 1969 года. После стал отмечаться 21 августа.
Братство христианской доктрины было большим сторонником его канонизации. Отчасти это объяснялось тем, что Папа предопределил необходимость его существования в каждой епархии и потому, что Братство неоднократно критиковалось. Считалось, что канонизированный Папа, который дал разрешение на их деятельность, поможет против критики. Братство инициировало молитвенный крестовый поход за его канонизацию, добившись участия более двух миллионов верующих.
Ещё одно чудо произошло после канонизации Папы: у христианского активиста Клема Лейна случился сердечный приступ, после чего он был доставлен в больницу, помещён в кислородную камеру и соборован. Частица мощей святого Пия X была помещена над камерой, и к большому удивлению врачей, больной быстро поправился. Также монахиня Лоретто из Вебстерского университета в Сент-Луисе, штат Миссури, утверждала, что её брат священник был вылечен через заступничество Папы.

## В художественной литературе и поэзии
- Жизнь Папы Пия X изображена в итальянском фильме «Мужчины не смотрят на небо» (1952) режиссёра Умберто Скарпелли. Фильм в основном показывает события последнего года жизни Папы (1914): Пий X глубоко опечален и взволнован при мысли о огромной трагедии, которая угрожает человечеству, он делает всё возможное, чтобы предотвратить Первую мировую войну. Племянник успокаивает Папу, напоминая ему важнейшие события его жизни, после чего Папа удаляется чтобы отслужить Святую Мессу в последний раз.
- Папа Пий X сатирически представлен в романе Фланна О’Брайена «Трудная жизнь»: путешествующие из Дублина в Рим ирландцы пытаются добиться аудиенции у Пия X, которая заканчивается не лучшим образом — рассерженный Папа на смеси латыни и итальянского буквально посылает их в ад.
- В стихотворении Гийома Аполлинера «Зона» папа Пий X называется «L’Européen le plus moderne» («Современный европеец»)[47].

## Энциклики, буллы и другие работы
- E supremi («Всё во Христе возобновлять»), первая энциклика 4 октября 1903
- Апостольское послание Tra le sollecitudini (о церковной музыке), 22 ноября 1903
- Энциклика Ad diem illum laetissimum (к 50-летию провозглашения догмата о непорочном зачатии Марии), 2 февраля 1904
- Энциклика Iucunda sane (памяти Папы Григория Великого), 12 марта 1904
- Энциклика Poloniae populum («Польский народ»), 3 декабря 1905
- Энциклика Vehementer nos (против разделения церкви и государства во Франции), 11 февраля 1906
- катехизис Сборник христианской доктрины, 1906
- Булла «Sollicitudo omnium ecclesiarum» (регламентация исключительности церковного брака), 1907
- Энциклика Pascendi Dominici Gregis (о осуждении учения модернистов), 8 сентября 1907
- Апостольское послание Pascendi Dominici Gregis (об отлучении модернистов), 18 ноября 1907
- Энциклика Editae saepe (к трёхсотлетию канонизации святого Карло Борромео), 26 мая 1910
- Sapiente concillo (о сокращении конгрегаций курии с 37 до 19)

### При жизни
- Monsignor Hartwell de la Garde Grissell[англ.]. Sede Vacante: Being a Diary Written During the Conclave of 1903 (англ.). — Oxford: James Parke & Co, 1903.
- Schmidlin, Edward. Life of His Holiness, Pope Pius X (неопр.). — 1904. (this was an apologetic work intended for American audiences, where criticism of 'popery' was very common in society, and it contained a preface by James Cardinal Gibbons).
- Schmitz, Monsignor E Canon. Life of Pius X (неопр.). — New York City: The American Catholic Publication Society, 1907.
- Monsignor Anton de Waal[англ.]. Life of Pope Pius X (неопр.). — Milwaukee: The M.H. Wiltzius Co, 1904.

### После его смерти
- F. A. Forbes[англ.]. Life of Pius X (неопр.). — 2nd. — New York: PJ Kenedy & Sons, 1924. Merry del Val (above) considered this work to be the most authoritative written on him.
- René Bazin. Pius X (неопр.). — St Louis: B Herder, 1928.
- Katherine Burton. The Great Mantle: The Life of Giuseppe Sarto (англ.). — Longmens, 1950.
- Thornton, Father Francis Beauchesne. The Burning Flame: The Life of Pius X (неопр.). — Benziger Brothers[англ.], 1952. This priest was the editor for Burton’s book.
- Martini, Teri. The Fisherman's Ring: The Life of Giuseppe Sarto, The Children's Pope (англ.). — St Anthony Guild Press, 1954.